# Upulvan

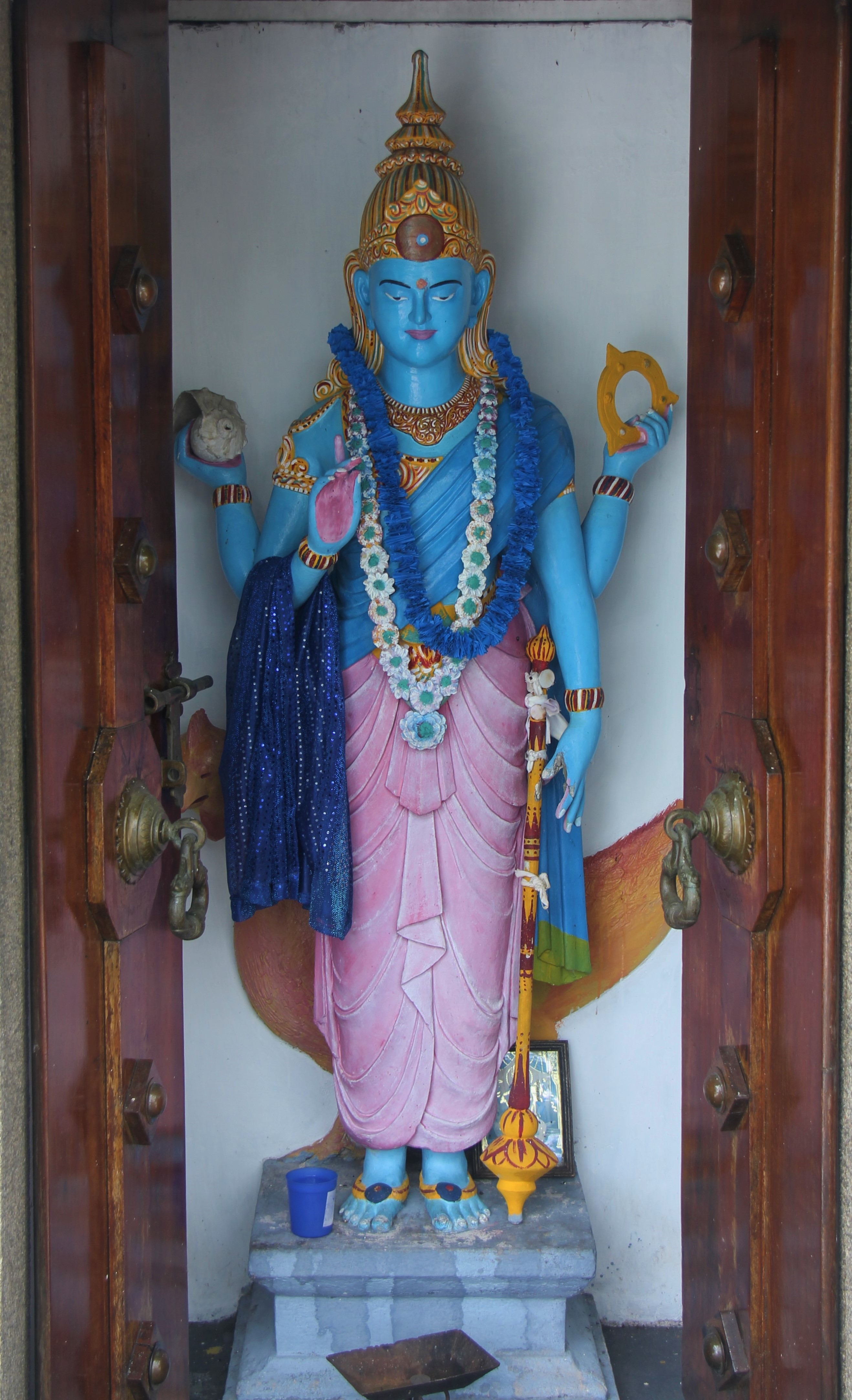
Una statua di Upulvan-Visnù nel tempio di Seema Malaka, Colombo, Sri Lanka

Upulvan (in singalese උපුල්වන් ‍දෙවියෝ, in pali Uppalavanna) è una divinità custode dello Sri Lanka. I buddisti dello Sri Lanka credono sia anche il protettore del buddismo nel Paese. Il nome Upulvan rappresenta il suo colore del corpo, significa "color ninfea blu". Il culto di Upulvan iniziò durante il periodo medievale in Sri Lanka e in seguito la divinità fu identificata con il dio Vishnu (Vishnu deviyo) della tradizione indù. Secondo le tradizioni e le leggende locali, Upulvan è il dio a cui il Buddha ha affidato la tutela dello Sri Lanka e del Buddha Sāsana del Paese.

## Resoconti storici e leggende
Secondo le cronache dello Sri Lanka Dipavamsa e Mahavamsa, il principe indiano del nord Vijaya e i suoi settecento seguaci furono benedetti dal dio Upulvan al loro arrivo in Sri Lanka nel 543 a.C. La seconda apparizione del dio Upulvan nelle fonti letterarie si verifica nel VII e VIII secolo e ancora dopo un intervallo di diversi secoli il suo nome riappare nel XIII e XIV secolo come dio per eccellenza. Sebbene il dio Upulvan sia menzionato nel Mahavamsa come la divinità custode dello Sri Lanka, il primo riferimento al culto di Upulvan è datato al XIII secolo.
Il poema dell'era Kotte Panditha Perakumba Siritha narra la storia di come il dio Upulvan trasfigurò un tronco di un albero di kihiri e lo portò sulla spiaggia del regno di Devinuwara, nel sud dello Sri Lanka. La notte prima dell'incidente, il re Dappula I (661-664), che era il monarca regnante, sognò l'arrivo di questo tronco di kihiri trasfigurato. Di conseguenza, il re e il suo popolo si precipitarono sulla spiaggia e recuperarono il tronco. Scolpirono l'immagine del dio dal ceppo del kihiri e lo portarono in cerimonia per la consacrazione. La poesia afferma inoltre che il legno di detto ceppo di kihiri venne anche usato come medicina per il trattamento di varie malattie. Il Paravi Sandesaya, scritto da Thotagamuwe Sri Rahula Thera nel XV secolo, menziona il nome della consorte del dio Upulvan come Sandavan Biso, nonché un figlio di nome Dhanu chiamato anche Janak.
Nel periodo medievale divinità locali, quali Upulvan, Katharagama, Saman e Vibhisana vennero ad essere venerate come protettori dell'isola. L'iscrizione del re Buvanekabahu IV del XIV secolo è la prima iscrizione che fa riferimento alle divinità custodi dello Sri Lanka. Nello stesso secolo Nissanka Alagakkonara eresse quattro santuari per le divinità custodi mentre costruiva la fortezza di Kotte. Upulvan sembra essere stato il più popolare di questi dei guardiani e il suo tempio principale era situato a Devinuwara (Dewundara) nel Matara. Dewundara Devala Sannasa parla della terra dedicata al tempio dagli antichi re dello Sri Lanka. Un secondo tempio per il dio Upulvan fu eretto dal re Parakkramabahu IV ad Aluthnuwara, Satara Korale nel distretto di Kegalle. Le prove rivelano che la terra e altre dotazioni furono fatte a questo tempio fino all'inizio del XVII secolo.

## Identificazione con Vishnu
Alla fine del XV secolo, il dio Upulvan fu identificato con il dio Visnù dell'induismo, fatto che poteva essere attribuito alla somiglianza delle due divinità e all'influenza indù e braminica che ha prevalso durante l'epoca del regno di Kotte . Successivamente sono state accostate immagini di Upulvan raffigurato come Vishnu alle immagini del Buddha nei templi buddisti in tutto il paese. Dopo che l'identità del dio Upulvan fu fusa con il dio Vishnu, l'uso del nome Upulvan scomparve lentamente e il culto di Upulvan come Vishnu si diffuse in tutto lo Sri Lanka. La divinità era importante per il rito dell'incoronazione abisheka.
Oggi è comunemente accettato che Upulvan e Vishnu siano divinità identiche nello Sri Lanka. Ma esistono diversi punti di vista su questa identificazione e secondo alcuni storici e fonti, le due divinità non sono identiche. Ci sono anche fonti che equiparano il dio Upulvan al dio vedico Varuna, il protettore e il signore degli oceani, e in tale veste viene assunto come protettore dell'isola dello Sri Lanka, così come Avalokiteśvara e Tara.

## Templi maggiori
.

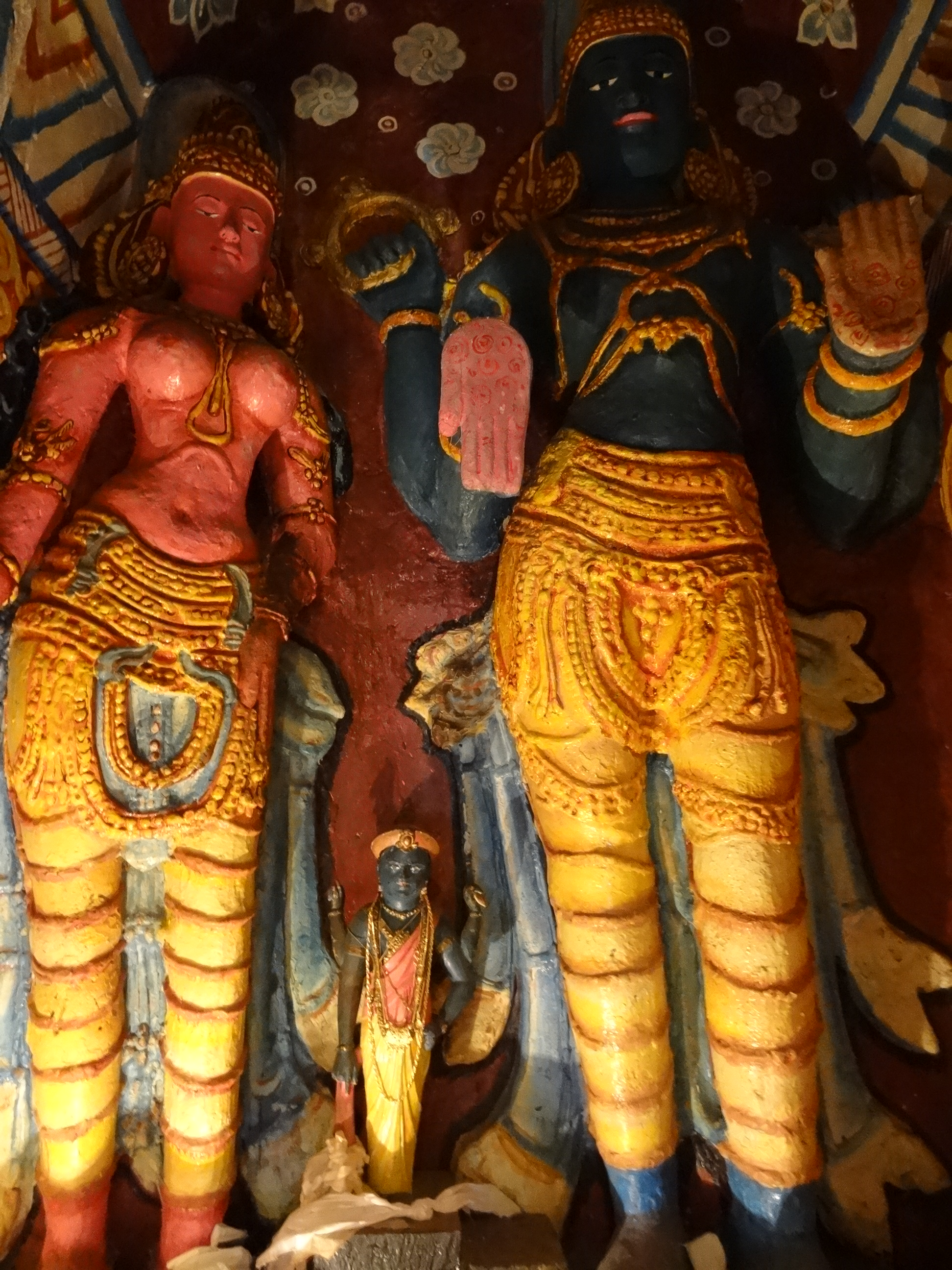
Upulvan-Visnù venerata come divinità custode a Lankatilaka Vihara

Un antico tempio dedicato al dio Upulvan si trovava a Devinuwara nel Matara, la zona più meridionale del paese. Secondo le cronache storiche, il complesso multi-religioso Devinuwara, il tempio buddista e il devale (santuario) di Upulvan furono iniziati dal re Dappula I (Dappula-sen) nel VII secolo d.C. L'origine del festa di Esala di Devinuwara risale ai tempi del re Parakramabahu II che aveva ricostruito i templi fatiscenti durante il suo regno. I re Parakramabahu VI, Vijayabahu VII e Bhuvanekabahu VII di Kotte fecero ulteriori interventi sul tempio. Il santuario sacro è menzionato nel Kokila Sandesaya ("Messaggio portato dall'uccello Kokila") scritto nel XV secolo con riferimento alle gesta di Sapumal Kumaraya. Il complesso del tempio fu visitato da Ibn Battuta nel XIV secolo e Zheng He nel XV secolo. Nel 1587, un esercito portoghese guidato da Thome de Sousa Arronches attaccò la città sacra e distrusse i templi per distrarre il re Rajasinha I dall' assedio di Colombo. Il re Rajasinghe II riuscì a riconquistare Matara e ricostruì il santuario del dio Vishnu, che è attualmente noto come Uthpalawarna Sri Vishnu Devalaya. 
Oggi Vishnu è venerato da un gran numero di devoti nello Sri Lanka ed è particolarmente venerato come custode dell'isola. Ci sono molti templi e santuari che sono dedicati al dio in molte parti dello Sri Lanka. Processioni annuali (peraheras) sono tenute per rendere omaggio al dio nella maggior parte di questi templi. Alcuni dei più famosi santuari e templi di Vishnu (devale e kovil) nello Sri Lanka si trovano a Kandy, Vallipuram, Aluthgama (Kande Viharaya) e Dehiwala.